# تغذية نسيجية
التغذية النسيجية (Histotrophy) هو شكل من أشكال التغذية الأمومية التي تظهر في بعض أسماك القرش والأسماك الشعاعية أثناء الحمل، حيث يحصل فيها الجنين على تغذية إضافية من أمه في صورة إفرازات رحمية تعرف باسم غذاء الأنسجة (أو غثيث الرحم). وهذه الطريقة واحدة من ثلاثة أنماط رئيسة لتكاثر الأشلاق المحاطة بـ"ولودية عديمة المشيمة"، والتي تقابلها الولودية بالكيس المُّحّي (التي يتغذى فيها الجنين على المح فقط) وطريقة أكل البيض (التي يتغذى فيها الجنين على البييضة).
وهناك نوعان من التغذية النسيجية:
- في التغذية النسيجية المحدوة أو الشبيهة بالمخاط يلتهم الجنين المخاط الرحمي أو غذاء الأنسجة لتضاف إلى إمدادات الطاقة التي تأتيه من المح. ويشتهر هذا النوع من التغذية النسيجية في كلب البحر (رتبة القرشيات) وأسماك الرعاد (رتبة أسماك الطوربيد) وقد يكون في رتب أخرى كثيرة.
- في التغذية النسيجية الشحمية، يُغذى الجنين بـالبروتين والدهنيات - وهو نسيج مغذٍ مدعوم ببنى تشبه الإصبع تعرف باسم الخيوط المغذّية. وهذه التغذية الإضافية التي يقدمها النسيج المغذي المدعوم تتيح زيادة حجم الجنين قبل ولادته بفارق كثير من القيم الأسية عن البيض، وأكثر بكثير من حجمه عند التغذية شبه المخاطية. ويوجد هذا النوع من التغذية النسيجية في سمك الراي اللاسع والأسماك القريبة منه (رتبة مليوباتيفورميس).